# Ljerka Njerš

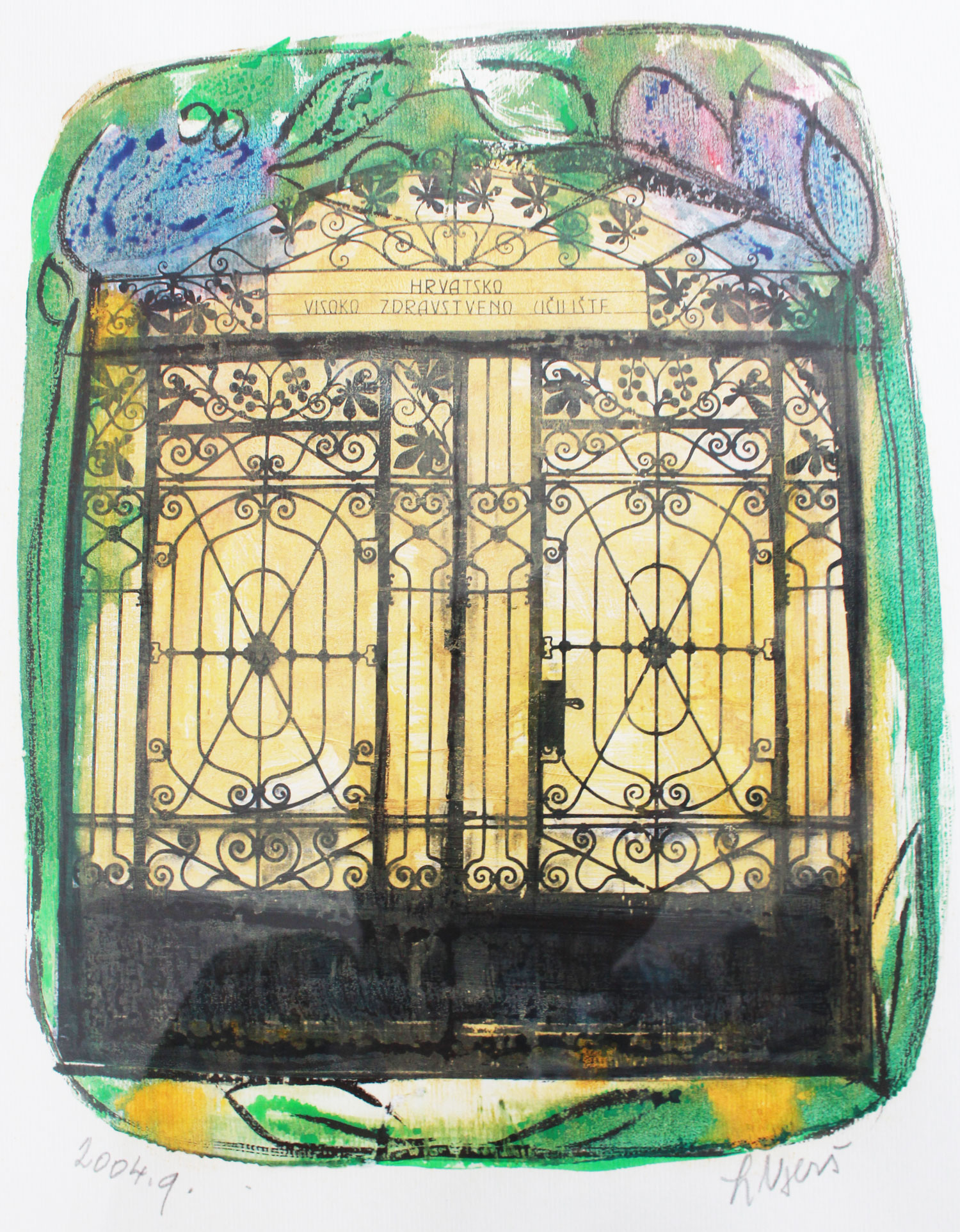
Bild von Ljerka Njerš, 2004

Ljerka Njerš (* 22. Februar 1937 in Begov Han, Königreich Jugoslawien) ist eine kroatische Keramikerin und Malerin. Daneben betätigt sie sich als Illustratorin und Buchgestalterin. Njerš lebt und arbeitet in Zagreb.

## Leben
Njerš machte 1961 ihr Diplom der Malerei in der Klasse von Professorin Marina Tartaglie, an der Akademie der Schönen Künste in Zagreb. Anschließend schloss sie die Kunstgewerbeschule Zagreb in der Klasse der bekannten Keramikerin Blanka Dužanec ab.
Als bildende Künstlerin stellte Njerš in zahlreichen Gruppen- und Einzelausstellungen im eigenen Land und in der ganzen Welt aus und nahm an zahlreichen internationalen Fachkonferenzen und Symposien teil. Sie unternahm Studienreisen ins Ausland, so im Jahr 1987 nach Portugal und wurde für eine Steinzeugfabrik in Lissabon tätig.
Im Jahr 1988 arbeitete sie für The Curwen Studio in London, wo sie sich auf Lithographie spezialisierte. Einer der dort von Njerš produzierten Lithographien wurde für die renommierte Summer Exhibition der Royal Academy of Arts ausgewählt.
1991 produzierte Eduard Galić den Kurzdokumentarfilm „Ljerka Njerš“ für das kroatische Fernsehen.
Als Mitglied des Kroatischen Militär- und Invalidenordens vom Hl. Lazarus von Jerusalem unterstützt Njerš Kinderheime, Schulen, Krankenhäuser und Invaliden des Kroatienkriegs.
Daneben ist sie Mitglied der Kroatischen Künstlervereinigung (HDLU) und Kroatischen Vereinigung der Künstler der angewandten Kunst (ULUPUH) in Zagreb und der Society of Designer Craftsmen in London.

## Auszeichnungen (Auswahl)
- 1995: Auszeichnung der Stadt Zagreb (Nagrada Grada Zagreba) für das Jahr 1994[1]
- Orden des Kroatischen Morgensterns (Red Danice hrvatske) mit dem Bildnis Marko Marulićs, für ihre kulturellen Verdienste
- 2010: Sonderpreis in der Kategorie Keramik, Glas, Porzellan und Terrakotta bei der internationalen Ausstellung Umetnost minijature (Die Kunst der Miniatur) in Majdanpek (Serbien)